# 板金
板金・鈑金（ばんきん、古くは いたがね とも。英: sheet metal）とは薄く平らに形成した金属である。また、その素材を常温で塑性加工する作業も板金・鈑金と呼ぶ。
金属材料の基本的な形状の1つであり、切断加工や曲げ加工により様々な形状に加工できる。たくさんの日用品がこの材料から作られる。一般に、厚さが極端に薄いものを「箔（はく）」「フォイル / ホイル（foil）」と呼び、一方、6 mm以上のものは「厚板」と呼び、形鋼の一種とみなされる。

## 製造
板金は一般に材料をローラーに通して圧縮し、厚さを減らすことで6 mm以下の板状に加工される。この工程は圧延として知られ、16世紀頃に始められた。板金は平らな定尺だけでなくコイル状に巻いたものもある。

## 厚み
アメリカ合衆国では厚さによる管理の他にゲージと呼ばれる数字で区分されている。ゲージは金属ごとに規格が異なっており、数字が大きいほど厚さが薄くなる。様々な材料が板金にされており、アルミニウム、真鍮、銅、冷間圧延鋼板、軟鋼、ブリキ、ニッケル、そしてチタニウムは板金にできる金属のほんの一例である。板金の用途は自動車のボディ、サスペンションアーム、重ね板ばね、はしごフレームなど、飛行機の機体、翼、医療用テーブル、建築のための屋根など多岐にわたって使われる。

## 加工方法
板金の加工方法は、プレス機と金型を用いて板の形状変化をさせたり、切断やくりぬきを行うのが一般的である。

### 形状変化による加工方法

プレスブレーキによる曲げ加工

- 成形
- 絞り
- 深絞り
- ベンディング
- フランジ加工
- スピニング（へら絞り）
- プレスブレーキ（曲げ）
- ローリング

### 切断やくりぬきによる加工方法
- 切断
- パンチ
- シャーリング

## 日本における職業訓練
日本では職業訓練として、板金関係の訓練を実施する認定職業訓練による職業能力開発校が設置されている。以下はその一例である。

### 東日本
- 札幌板金高等職業訓練校 札幌板金高等職業訓練校（北海道札幌市）
- 福島県板金工業組合 福島県板金高等職業訓練校（福島県郡山市）
- 茨城県板金工業組合 茨城県板金高等職業訓練校（茨城県水戸市）
- 東京都板金工業組合 東京都板金高等職業訓練校（東京都板橋区）

### 西日本
- 富山板金訓練協会 富山板金高等職業訓練校（富山県富山市）
- 高岡板金協会 高岡板金高等職業訓練校（富山県高岡市）
- 両砺波板金協会 砺波板金高等職業訓練校（富山県砺波市）
- 福井県板金工業組合 福井県板金高等職業訓練校（福井県福井市）
- 岐阜県板金工業組合 岐阜県板金高等職業訓練校（岐阜県岐阜市）
- 愛知県板金総合職業訓練協会 愛知県板金技能専門校（愛知県名古屋市）
- 三重県板金工業組合 三重県板金高等職業訓練校（三重県津市）
- 滋賀県板金工業組合 滋賀県板金高等職業訓練校（滋賀県大津市）
- 京都府板金工業組合 京都府板金高等職業訓練校（京都府京都市）
- 大阪府板金工業組合 大阪府板金高等職業訓練校（大阪府東大阪市）
- 高知県板金工業組合 高知県板金高等職業訓練校（高知県高知市）
- 福岡県板金工業組合 福岡板金高等職業訓練校（福岡県福岡市）
- 熊本県板金工業組合 熊本県板金高等職業訓練校（熊本県熊本市）